# Calculating Infinity
Calculating Infinity - debiutancki album studyjny amerykańskiego zespołu The Dillinger Escape Plan. Wydawnictwo ukazało się na płycie CD i płycie gramofonowej 28 września 1999 roku nakładem wytwórni muzycznych Relapse Records i Hydra Head Records. Jest to również jedyny album długogrający zrealizowany z udziałem wokalisty Dimitria Minakakisa. Nagrania zostały zarejestrowane w Trax East pomiędzy marcem a kwietniem oraz w czerwcu 1999 roku. Mastering odbył się w studiu West West Side Music.

## Lista utworów
Opracowano na podstawie materiału źródłowego.
| Nr  | Tytuł utworu                          | Długość |
| --- | ------------------------------------- | ------- |
| 1.  | „Sugar Coated Sour”                   | 2:24    |
| 2.  | „43% Burnt”                           | 4:31    |
| 3.  | „Jim Fear”                            | 2:22    |
| 4.  | „*#..”                                | 2:41    |
| 5.  | „Destro's Secret”                     | 1:56    |
| 6.  | „The Running Board”                   | 3:22    |
| 7.  | „Clip the Apex... Accept Instruction” | 3:29    |
| 8.  | „Calculating Infinity”                | 2:02    |
| 9.  | „4th Grade Dropout”                   | 3:36    |
| 10. | „Weekend Sex Change”                  | 3:12    |
| 11. | „Variations on a Cocktail Dress”      | 7:56    |
|     |                                       | 37:31   |

## Twórcy
Opracowano na podstawie materiału źródłowego.
| Zespół The Dillinger Escape Plan w składzie - Adam Doll - gitara basowa - Brian Benoit - gitara - Dimitri Minakakis - śpiew - Chris Pennie - perkusja, produkcja muzyczna - Ben Weinman - gitara, syntezator, produkcja muzyczna |  | Inni - Steve Evetts - produkcja muzyczna, inżynieria dźwięku - Matthew F. Jacobson - producent wykonawczy - Alan Douches - mastering - Adam Peterson - oprawa graficzna - Paul Delia, Scott Kinkade - zdjęcia |

## Wydania
| Rok  | Nr katalogowy | Format | Wytwórnia muzyczna | Region            |
| ---- | ------------- | ------ | ------------------ | ----------------- |
| 1999 | RR 6427-2     | CD     | Relapse Records    | Stany Zjednoczone |
| 1999 | HH666-43      | CD     | Hydra Head Records | Stany Zjednoczone |
| 1999 | HH666-43      | LP     | Hydra Head Records | Stany Zjednoczone |
| 2004 | RR 6427-1     | LP     | Relapse Records    | Stany Zjednoczone |